# Gare de La Ciotat
Gare de La Ciotat – stacja kolejowa w La Ciotat, w departamencie Delta Rodanu, w regionie Prowansja-Alpy-Lazurowe Wybrzeże, we Francji.
Jest stacją Société nationale des chemins de fer français (SNCF), obsługiwaną przez pociągi regionalne TER Provence-Alpes-Côte d’Azur. Położona jest 37 km od dworca Marseille-Saint-Charles, a od Toulon 30 km.